# Estadio René Pleven d'Akpakpa

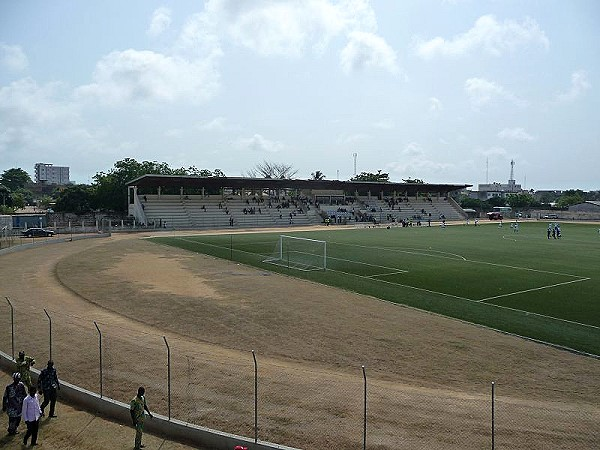
Estadio René Pleven de Cotonou II

Estadio René Pleven d'Akpakpa es un estadio multiuso en Cotonou, Benín. Actualmente se utiliza principalmente para partidos de fútbol y lo utiliza como local el Requins de l'Atlantique FC. El estadio tiene una capacidad para 12 000 [1] espectadores.